# ممشقة خادعة
ممشقة خادعة (الاسم العلمي: Dipsacus fallax) هو نوع من النباتات يتبع جنس الممشقة من الفصيلة المعزية الورق.